# Ganjam (Distrikt)
Der Distrikt Ganjam (Oriya ଗଞ୍ଜାମ ଜିଲ୍ଲା Gañjāma Jillā) befindet sich im Südosten des indischen Bundesstaats Odisha.
Verwaltungssitz ist die Stadt Chhatrapur.

## Lage
Der Distrikt erstreckt sich über eine Fläche von 8206 km². Der Distrikt reicht von den Ostghats bis zur Küste des Golfs von Bengalen. Im Osten grenzt er an den Chilika-See. Im Süden grenzt er an Andhra Pradesh. Wichtigster Fluss im Distrikt ist die Rushikulya.

## Geschichte
Der Distrikt existiert seit dem 1. April 1936. Er wurde nach der alten Stadtgründung und der europäischen Festung Ganjam, die beide am Nordufer der Rushikulya liegen, benannt.
Das Gebiet war früher Teil des antiken Königreichs Kalinga, das 261 v. Chr. von Ashoka besetzt wurde.
Während des Dritten Karnatischen Krieges beherrschte der französische Kommandeur de Bussy-Castelnau 1757 das Gebiet. 1759 wurden die Franzosen von den Engländern verdrängt und das Gebiet annektiert.
Am 1. April 1936 wurde Ganjam von der Präsidentschaft Madras abgetrennt und wurde Teil der neu gegründeten eigenständigen Provinz Orissa.

## Einwohner
Beim Zensus 2011 betrug die Einwohnerzahl 3.529.031. Das Geschlechterverhältnis lag bei 983 Frauen auf 1000 Männer.
Die Alphabetisierungsrate belief sich auf 71,09 % (80,99 % bei Männern, 61,13 % bei Frauen).
98,78 % der Bevölkerung sind Anhänger des Hinduismus.

## Verwaltungsgliederung
Der Distrikt besteht aus 3 Sub-Divisionen: Berhampur, Bhajanagar und Chhatrapur.
Zur Dezentralisierung der Verwaltung ist der Distrikt in 22 Blöcke unterteilt:
- Asika
- Beguniapada
- Bellaguntha
- Bhanjanagar
- Buguda
- Chhatrapur
- Chikiti
- Dharakote
- Digapahandi
- Ganjam
- Hinjilicut
- Jagannathprasad
- Kabisuryanagar
- Khalikote
- Kukudakhandi
- Patrapur
- Polasara
- Purusottampur
- Rangeilunda
- Sankhemundi
- Seragad
- Surada

Des Weiteren gibt es 23 Tahasils:
- Asika
- Ballaguntha
- Berhampur
- Bhanjanagar
- Buguda
- Chhatrapur
- Chikiti
- Dharakote
- Digapahandi
- Ganjam
- Hinjilicut
- Jagannathprasad
- Kabisuryanagar
- Kanisi
- Khalikote
- Kodala
- Kukudakhandi
- Patrapur
- Polasara
- Purusottampur
- Sanakhemundi
- Seragad
- Surada

Im Distrikt befinden sich neben der Municipal Corporation Berhampur folgende Notified Area Councils (NAC) als ULBs:
- Asika
- Bellaguntha
- Bhanjanagar
- Buguda
- Chhatrapur
- Chikiti
- Digapahandi
- Ganjam
- Gopalpur
- Hinjili
- Kabisurya Nagar
- Khalikote
- Kodala
- Polasara
- Purusottampur
- Rambha
- Surada

Außerdem sind 475 Gram Panchayats im Distrikt vorhanden.